# 光明日報 (馬來西亞)
光明日報（英文名：:，舊稱）前身是在馬來西亞檳城，由胡文虎、胡文豹兄弟創立的《星檳日報》，與《星洲日報》同屬星系報業。《星檳日報》在1986年因財務危機被迫停刊，當時被遣散的星檳日報員工獲得北馬華社領袖大力支持，原班人馬在馬來西亞民政運動黨主席林敬益的協助下取得出版准證，在1987年12月18日創辦了《光明日報》，取代《星檳日報》繼續為北馬華人社會服務。《光明日報》的發行範圍主要是馬來西亞半岛北部。

## 現況
《光明日報》提供全面的新聞與各種資訊的專題報道，辦報之初口號為“有新聞的地方就有我們”、“引領彩色呈現”、“抓新聞品質，文字要瘦身”、“新聞瘦身潮流”，後為“光明日報，每一天的好朋友”。
該報主要內容有國內外新聞、娛樂、體育、特寫、副刊等。過去曾經每週四天加附12至24小開本的《凸報》、《名醫》、《娛樂報》、《黃小姐報》。
| - 社長：張曉卿 |

## 簡史

### 鳳凰涅槃
《光明日報》 創刊於1987年12月18日。1986年10月22日，在馬來半島北部發行、創刊於1939年的《星檳日報》因財務危機被迫停刊。 一群新聞工作者和熱心華商，懷著繼承《星檳日報》為半島北部華人社區提供服務的理想創辦了《光明日報》。
《光明日報》創刊社址是馬來西亞檳城六條路（Lebuh Katz）門牌75號大廈。
創刊的最初5年，篳路藍縷，艱辛經營，以致數度易主。1992年11月，張曉卿的常青集團收購了《光明日報》，從此《光明日報》和《星洲日報》結為姐妹報，為各階層華人服務。
走彩色化、圖像化、雜誌化路線的《光明日報》，深受普羅大眾歡迎，發行量扶搖直上，成為北部社區首屈一指的華文報。1994年，《光明日報》開始在吉隆坡印刷出版不同的版本，從地方報蛻變為全國性報章。 
1994年3月16日，《光明日報》推出吉隆坡版，創刊號封面大標題“老人與神，街頭共舞”，另一個小標題“古神曾佑今人，今人不顧古神”，當年一份40仙。
光明日報以“為老百姓說話”為辦報宗旨，並注重社會服務，之後創立《光明勇士獎》，獎勵在人生逆流中奮鬥不息的生活勇士，在2003年舉辦第一屆《光明勇士獎》後，備受各界的認同和讚賞。至2013年，第五屆《光明勇士獎》後，已暫停舉辦。
- 2004年10月，《光明日報》和《星洲日報》及其他刊物正式組成星洲媒體集團，並在馬來西亞證券交易所主要交易板（代號：5090）上市。在彙集專才的現代化經營管理之下，光明日報走現代企業和新聞專業結合的路線，以迎接全球化和跨國媒體集團帶來的挑戰。

- 2004年，明新學校從檳城中路（Jalan Macalister）門牌67號遷入檳城湖內新址後，星洲媒體便購下明新學校的舊址及租下一旁的檳榔州福建會館大廈，《光明日報》檳城總社和《星洲日報》檳城辦事處一起遷入運作。

- 2005年推出《良醫》週刊獲巨大回響，之後多次推動《光明良醫出巡》活動，提倡全民保健，同時舉辦各種文化和慈善表演，以塑造一個富有文化活力、以人為本和注重健康的社會。

- 2006年開始，《光明日報》及《星洲日報》為配合檳城總社搬遷至檳城中路新社址，在報社前廣場策劃主辦“檳城廟會”，並在2011年第六屆檳城廟會，首次移師跨海到北海斗母宮舉行，在2020年進入第15個年頭，也是連續第10年在北海斗母宮舉行。此外，為避免名稱相撞，已是北馬最具規模的第12屆檳城廟會在舉行過後，來屆正式改名“檳城迎春廟會”。

- 2008年4月23日，香港明報集團與星洲媒體及南洋報業完成合併，《光明日報》成為新集團世界華文媒體的一員。[6][7]

光明日報秉持提供最新資訊的目標，繼續探討新的概念、方向和策略。隨著資訊數據化時代來臨，光明日報刻不容緩轉型而積極發展跨媒體業務，除了設立網站和開闢臉書，也開拓電子報市場，通過網上把資訊傳達給讀者。
- 2016年4月9日，光明日報在馬來西亞創業促進會（簡稱青創會）第三屆馬來西亞50強企業大獎頒獎典禮上，獲頒最高級別的榮譽獎。[8]此獎項分5組：榮譽獎、鑽石獎、白金獎、黃金獎及環保獎。

- 2017年7月28日，《光明日報》在馬來西亞華文報刊編輯人協會主辦的2016年度拿督黃紀達新聞獎頒獎典禮上，在副刊編輯、年度封面、教育報道及旅遊報道4大獎項中，奪得7個佳作獎。[9]

- 2019年6月29日，《光明日報》在2018年度第16屆丹斯里林玉唐新聞獎頒獎禮上，橫掃11獎，包括4份特優獎和7份佳作獎，成為全場大贏家。[10]

### 停刊風波
2006年2月14日傍晚，馬來西亞國内安全部宣佈吊銷該國第二大中文晚報──《光明日報》晚報出版許可證兩週，4月16日至3月1日，以處罰該報疏忽刊登褻瀆伊斯蘭先知漫畫的照片。

《光明日報》北馬版晚報是在2006年2月3日的國際版，刊登一張外電的照片顯示一名讀者正在閱讀一份褻瀆先知漫畫的報章。該報館在晚報面世後不久，隨即發現這項錯誤，立刻收回了大部分報紙，只有少部分的報章流傳出去。該報刊登的只是圖中圖，與《砂拉越論壇報》直接轉載漫畫的情況有別。

### 轉型發展
在社交媒體盛行的時代，光明日報也跟上時代步伐。
- 光明日報官方網站（页面存档备份，存于）創立於2002年3月18日。
- 光明日報Facebook fan page 成立2010年5月27日，至2020年4月26日，擁有105萬臉書粉絲。[14]
- 光明日報Twitter（页面存档备份，存于） 前身帳號@GuangMingDaily創立2010年5月，後於2018年9月改帳號為@GuangMingRibao。
- 光明電子報（页面存档备份，存于） 於2014年2月14日推出市場。《光明電子報》是以電子數碼科技將馬來西亞光明日報原版報紙轉換成電子版本，供訂戶在平板電腦或智能手機下載閱讀。
- 光明日報YouTube創立於2017年9月7日。
- 光明日報Telegram新聞群組（页面存档备份，存于） 創立於2020年4月，用於推送新聞。
- 光明日報Instagram 創立於2018年1月26日。
- 光明日報Apps on Google Play Android手機上的應用。
- 光明日報on the App Store（页面存档备份，存于） iOS/Apple手機上的應用。

### 創刊30週年
2017年是《光明日報》創刊30週年，光明日報管理層推展2017創刊30週年報慶標誌——《飛躍30、光明在前》。同時一連舉行3場報慶宴會獲得北馬華社熱烈參與，刊登賀詞的商家和華團眾多，到場赴會的群眾非常踴躍，而首次舉辦的光明輝煌企業獎，商家反應熱烈，從原有的12個獎項，一直增加到共20個獎項。

在30週年員工宴上，報社也首次送出30年員工服務獎，向10名從1987年創刊服務至今的資深員工致敬及感謝。

## 公益活动

### 光明公益金
《光明公益金》獲熱心人士捐款，每月可籌獲數萬令吉款項，而大部分是用以救濟貧病，其中一部分則用以援助學生。光明日報首席執行員容耀群也是《光明公益金》管委會主席，他說，《光明公益金》在發放任何款項都得經過嚴格程序，避免辜負並濫用民眾的一片善心，確保善款義舉發揮其實際意義。
2020年初，全球爆發2019冠状病毒病疫情，馬來西亞防疫前線告急，光明日報《光明公益金》在3月24日宣佈首階段撥出100萬令吉，捐贈醫療物資給有緊急需要的醫院，支援前線醫護人員。實際上至今採購物資的開銷已經超過120萬令吉，撥款額相應加碼。

### 光明安學計劃
2009年開始由《光明公益金》推動的《光明安學計劃》，在2014年已累積撥出的助學金超過150萬令吉。《光明安學計劃》款項來自《光明公益金》病患醫療費的剩餘款，並改為另一種援助方式協助有需要的弱勢群體。
光明日報副總經理黃喜光表示光明安學計劃踏入2020年，已累積贊助助學金總額高達300萬令吉，受惠學生超過3000人。

## 争议

### 封杀新闻
作为世华媒体集团属下报业的一部分，《光明日报》曾多次跟随《星洲日报》杯葛和封杀新闻内容引起民间诟病。

### 发布诽谤林冠英文章
2016年11月25日，时任槟城首席部长林冠英向槟城民政党主席邓章耀发出律师信，要求对方收回他在《星报》发表指控槟城在2013年拒绝木蔻山一项联营投资计划，导致槟州发展机构损失2亿2000万令吉盈利保证及土地权力的不实言论及文章道歉，惟邓章耀拒绝此要求。林冠英随后起诉邓章耀发表的言论，以及发布有关文章的《星报》、《星报网》、《星洲日报》和《光明日报》涉及诽谤。 
2021年11月22日，邓章耀在槟城高庭向林冠英公开道歉，同时愿意支付7万5000令吉堂费和收回言论，经历了4年的的诉讼后正式结束。同年12月，随着邓章耀的官司结束，《光明日报》及《星洲日报》与林冠英达成和解，《光明日报》要缴付3万7500令吉堂费。林冠英强调，随著达到庭外和解，他不会要求这2家报馆道歉，但堂费必须照样缴付。

## 外部連接
- 官方网站